# Gouenzou
Gouenzou est une localité du nord de la Côte d'Ivoire, et appartenant au département de Minignan, dans la Région du Folon. La localité de Siansoba est un chef-lieu de commune.